# Joseph Hooker
För den berömde botanikern, se Joseph Dalton Hooker.
Joseph Hooker, född 1814, död 1879 var en nordamerikansk general med höga befälsposter i unionsarmén under det amerikanska inbördeskriget.
Hooker föddes 1814 och deltog 1846–1848 i det mexikanska kriget, under vilket han avancerade till överstelöjtnant. Han tog dock avsked ur krigstjänsten 1853. Vid inbördeskrigets utbrott 1861 erbjöd han dock Nordstaterna sin tjänst och blev samma år brigadgeneral och 1862 generalmajor vid frivilligtrupperna i Potomacarmén. Han deltog med sådan tapperhet i striderna, att han av soldaterna vanligen kallades "Fighting Joe". Efter general Burnsides nederlag i första slaget vid Fredericksburg (13 december 1862) utnämndes Hooker till hans efterträdare i befälet över Potomac-armén, men han var olycklig i striden: han blev besegrad av Robert E. Lee i Chancellorsville och andra slaget vid Fredericksburg (maj 1863), varefter han nedlade befälet. Han erhöll då kommandot över den till Cumberland-armén hörande 20:e armékåren och kämpade under Ulysses Grant i Chattanoogafälttåget i november samma år. Därefter följde han sin nye chef, William Tecumseh Sherman, på tåget mot det befästa Atlanta. 1865 blev han generalmajor i den reguljära armén, och 1868 lämnade han den aktiva tjänsten. De sista åren av sitt liv tillbringade han i trakten av New York. Joseph Hooker avled 1879.